# José Luis Herrera Arciniega
José Luis Herrera Arciniega (Tasquillo, Hidalgo, 24 de marzo de 1962) es un escritor mexicano.

## Biografía
Nacido en 1962 en Tasquillo, Hidalgo, se crio en la Ciudad de México para posteriormente, a los once años, cambiar de residencia a la ciudad de Toluca, Estado de México. Sin embargo, regresó a la capital del país en 1978 y, luego de dos años, volvió al Valle de Toluca, donde continúa residiendo.
Realizó sus estudios básicos en escuelas del sur de la Ciudad de México y egresó en 1980 del Centro Humanístico de Bachilleres, también en la capital del país. Ese año ingresó a la Facultad de Humanidades de la Universidad Autónoma del Estado de México (UAEMEX), para estudiar letras españolas, carrera de la que desertaría por cuestiones laborales, pues comenzó en 1981 a trabajar como reportero de información general en el vespertino toluqueño El Noticiero. A finales de 1982, se integró al Ayuntamiento de Toluca como subdirector del área de prensa y, a partir de entonces, continuó intercalando su actividad laboral en medios de prensa escrita, estaciones de radio -Radio Mexiquense, Uni Radio, Grupo Acir, Radio Capital- y en áreas de comunicación social a nivel estatal -COTREM, UAEMEX, GEM-, hasta el año 2000.
En ese año obtuvo la licenciatura en ciencias de la comunicación en la Universidad Abierta (SLP). En 2005 obtuvo el grado de maestro en estudios latinoamericanos y en 2011 el doctorado en humanidades: estudios literarios, por la Facultad de Humanidades de la Universidad Autónoma del Estado de México. 
A partir de 2000 comenzó su carrera como docente en el Colegio de Estudios Científicos y Tecnológicos del Estado de México, donde laboró a lo largo de 15 años. De manera paralela, ha ejercido la docencia en instituciones de educación superior en planteles de la UAEMEX -facultades de Lenguas, Humanidades, Química, Preparatoria N° 1 Adolfo López Mateos- y en diversas instituciones privadas. 
Fue miembro del claustro de la maestría en periodismo de investigación en la Facultad de Lenguas de la UAEMEX (2017-2018) y se desempeña como profesor-investigador de la Facultad de Humanidades de la UAEMEX, en la licenciatura en lengua y literatura hispánicas. 
Algunos de sus logros: fue miembro de la primera generación del Centro Toluqueño de Escritores (CTE) en 1983, en el género de ensayo. Fue nuevamente becario del CTE en 1986, en el género de cuento y, en 1991, en el género de crónica. Con la novela Mil caballos de vapor ganó el Certamen Estatal de Literatura, en el género de narrativa, convocado por el CTE en 1998. Fue también integrante de la Unión de Escritores Mexiquenses, A.C. (UEMAC), en los años ochenta del siglo pasado. 
Fue becario del programa de estímulos del Fondo para la Cultura y las Artes del Estado de México 2005, en la categoría de Creadores con Trayectoria. Producto de esta experiencia fue la novela Inundar las penas, publicada en 2017. 
Recibió la Presea Estado de México 2001 “José María Cos”, en el campo de artículo de fondo, comentario y programas de divulgación cultural . 
La UAEMEX le otorgó la presea "Ignacio Manuel Altamirano Basilio" como promedio más alto en el Doctorado en Humanidades, promoción 2011. 
Ha colaborado, entre otros medios, en los periódicos Cambiavía, El Noticiero -donde coordinó la página cultural La nube enjaulada-, El Centro, Portal, y en las revistas La Colmena, Contribuciones desde Coatepec, Molino de Letras y P.M. Presencia Mexiquense.

## Sobre su obra
En la entrada correspondiente del tomo IV del Diccionario de escritores mexicanos del siglo XX (México, UNAM, 1997), se apunta que su obra “abarca el relato, la crónica, el ensayo y la reflexión sobre lo cotidiano; en ella juega con el lenguaje, los recursos narrativos y la influencia de la cultura de masas e introduce a la música como elemento constante …”. En este mismo volumen se da el registro de las primeras publicaciones periodísticas de Herrera Arciniega, con los artículos aparecidos en el periódico El Fígaro de la Ciudad de México: “Andanzas de Hernán Cortés e Inquisición y crímenes de Artemio de Valle Arizpe” (22 oct. 1978), y “Librería. Emilio Isaac, Los casi honestos” (5 nov. 1978).
Por su parte, en el libro de ensayos Batalla por el eco (Toluca, Centro Toluqueño de Escritores, 1990), el escritor y periodista toluqueño Eduardo Osorio manifiesta que Herrera Arciniega fue “pionero en los trabajos metódicos para definir los problemas modernos de la cultura local”, pues propició el análisis alrededor del Centro Toluqueño de Escritores “como un conjunto definido dentro del escenario de la cultura [en el Estado de México] …”
A su vez, el académico David de la Torre Cruz, en el prólogo de la antología narrativa Control de daños y otras historias (Toluca, FOEM, 2013), afirma que “la obra herreriana ofrece una nutrida gama de experiencias humanas, de una visión que es tan crítica como padecida por el ya casi olvidado arte de andar a contrapelo de la vida y saber sacar de esa ofuscación una buena historia; no una enseñanza, apenas una buena línea, un pasaje, una breve indicación que ayude a tragar lo amargo y al mismo tiempo deje el consabido regusto de que si nada vale, nada es tampoco tan definitivo como para derrumbarse por completo …”
Asimismo, para impulsar el estudio académico de la literatura contemporánea en el Estado de México, Herrera Arciniega ha propuesto la existencia del sistema literario mexiquense, entendido éste como la articulación de autores, obras, públicos y la tradición -las obras y los autores que antecedieron el surgimiento de un amplio corpus de textos literarios en la región.

## Obra
CAPÍTULO PARA LIBRO
- "El monstruo polvoso del armario", en Cecilia Portilla Lührs y Yuriko Elizabeth Rojas Moriyama (coord.), Detrás de las puertas, Toluca, UAEMEX-Ayuntamiento de Toluca, 2021.
- Liminar, “Un escritor que ocupa un lugar en el espacio” en Alejandro Ariceaga, Clima templado. Ciudad tan bella como cualquiera, Toluca, FOEM, 2015.
- “Prensa local: predecir el clima político”, en José Ramón Santillán Buelna, (coord.), Prensa y transición política en México, La Laguna, Tenerife, Universidad de La Laguna-Universidad de Alicante-Universidad de Santiago de Compostela-Universidad de Málaga, 2013 (Cuadernos Artesanos de Comunicación N° 47) (también en versión electrónica en http://issuu.com/revistalatinadecomunicacion/docs/cac47, consultado en enero de 2014).
- “Eduardo Villegas Guevara: el Coyote Mayor”, presentación en el libro El regreso de Eddy Tenis Boy, de Eduardo Villegas, Toluca, FOEM, 2013.
- “Josué Mirlo en la tradición del sistema literario mexiquense”, en Eridania González Treviño (comp.), Tradición y transgresión. Aproximaciones a la poética de Josué Mirlo, Toluca, Norte/Sur, 2011.
- “Bienvenido al club: los años del sida”, en El sida: variaciones sobre un mismo tema, Toluca, Campus Universitario Siglo XXI-Instituto Mexiquense de Cultura-Facultad de Medicina de la UAEMEX-Ayuntamiento de Zinacantepec, 2004. “Ambiente y derechos humanos: un cambio de modelo”, en Sexto certamen de ensayo. El derecho humano a un medio ambiente sano, Toluca, Comisión de Derechos Humanos del Estado de México-LIV Legislatura del Estado de México, 2003.  
 TEXTOS SELECCIONADOS Y PUBLICADOS EN ANTOLOGÍAS LITERARIAS
- “Otra batalla perdida”, en tunAstral: 50 años. Encuentro de escritores, Toluca, Ayuntamiento de Toluca-Instituto Municipal de Cultura, Turismo y Arte-, tunAstral, 2014, y en: Oliverio Arreola y Laura Zúñiga Orta (comp.), La ciudad es nuestra, Toluca, Ayuntamiento de Toluca-Los 400's, 2012.
- “Combate”, en Una ciudad tan bella como cualquiera, Toluca, Ayuntamiento de Toluca-Instituto Municipal de Cultura, Turismo y Arte, 2013.
- “El cotidiano cariño”, en Zurita Zafra, Moisés y Rolando Rosas Galicia (comps.), La eterna noche de los tiempos. Narradores del Estado de México, Toluca, Instituto Mexiquense de Cultura, 2006.
- “ABC de los compradores”, en Edith Garcíamoreno Chávez y Reynaldo Fernández González, Antología de cuento del Centro Toluqueño de Escritores 1983-2000, Toluca, Centro Toluqueño de Escritores, 2002.
- “Ciudades en calor”, en Ariceaga, Alejandro, Literatura del Estado de México. Cinco siglos, 1400-1900. Toluca, Secretaría de Educación, Cultura y Bienestar Social, 1993, v. II, Narrativa. 
ANTOLOGÍA
- Los muertos no cuentan cuentos. Antología de narrativa joven del Estado de México, Toluca, FOEM, 2015.        

CUENTO
- La oceanógrafa y otras historias, Zinacantepec, Editora Latitanza, 2020.
- Gusanos en el oído y otras letras de emergencia, Zinacantepec, Editora Latitanza, 2018.
- Besos en el cementerio y un puñado de historias, Zinacantepec, Editora Latitanza, 2017.
- Tribal amor y otras historias de ausencia, Zinacantepec, Editora Latitanza, 2016.
- El efecto Sóyer y otros ajustes de cuentos, Zinacantepec, Editora Latitanza, 2014.
- Control de daños y otras historias. Antología narrativa (David de la Torre Cruz, pról.) Toluca, FOEM, 2013.
- Los taches de dolores, cuentos, Toluca, Editora Latitanza, 2007.
- Historia entre dedos, Toluca, La Tinta del Alcatraz-UAEM, 2001.
- Cerca pero no tan lejos, Toluca, Instituto Mexiquense de Cultura, 1996 (Colección Cuadernos de Malinalco N° 16).
- Estación a Venus, Toluca, Editorial La Tinta del Alcatraz, 1994.
- La reina de nieve y otros cuentos, Toluca, UAEM, 1993.
- Tres historias de antes del libre comercio, cuentos, Toluca, Editorial La Tinta del Alcatraz, 1991(Col. “La hoja murmurante”, N° 31).
- Un pato gigante, cuentos, Toluca, UAEM, 1989.
- Rey de nada, cuentos, Toluca, CTE, 1987.         

ENSAYO
- Aclaraciones sudamericanas. Artículos, Zinacantepec, Editora Latitanza, 2019.
- Autor de los textos en el libro Los rostros del compromiso, Toluca, GEM, 2009.
- Autor de los textos, junto con David de la Torre Cruz, del libro Arqueología mexiquense, Toluca, GEM, 2007.
- Autor de los textos en Estado de México. 200 años de vuelo en libertad, Toluca, GEM, 2006.
- Autor de los textos en Artesanía mexiquense. La magia de nuestra gente, Toluca, GEM, 2006.
- Nube XXI. Varia escritura, Toluca, Colegio de Estudios Científicos y Tecnológicos del Estado de México, 2005.
- Con diez años de menos, Toluca, CTE, 1984.  
 NOVELA
- Amor de lejos es digital, Zinacantepec, Editora Latitanza, 2019.
- Inundar las penas, Zinacantepec, Editora Latitanza, 2017.
- Mil caballos de vapor, Toluca, CTE, 1999.
- Danza rota, Zinacantepec, Editorial P.M. Presencia Mexiquense, 1997.  
 CRÓNICA
- Café con Mrs. Nyro, Zinacantepec, Editora Latitanza, 2021.
- Entre el castillo y la columna infame, Zinacantepec, Editora Latitanza, 2020.
- El derecho al olvido, Zinacantepec, Editora Latitanza, 2020.
- Caligrafía familiar, Zinacantepec, Editora Latitanza, 2019.
- Yo y mis sombras, Zinacantepec, Editora Latitanza, 2019.
- Monaciana y su banda, Almoloya de Juárez, La Comuna Girondo, 2018.
- Arena de Gelidonia, Zinacantepec, Editora Latitanza, 2010.
- Goyo el gato y el regreso del conejo azul. Crónicas con duendes, Zinacantepec, P.M. Presencia Mexiquense, 2010.
- El conejo azul. Crónicas para duendes, Zinacantepec, Editorial P.M. Presencia Mexiquense, 1999.
- No me olvides y otros apuntes de nostalgia, Toluca, CTE, 1991.